# هاینکل ۱۱۹

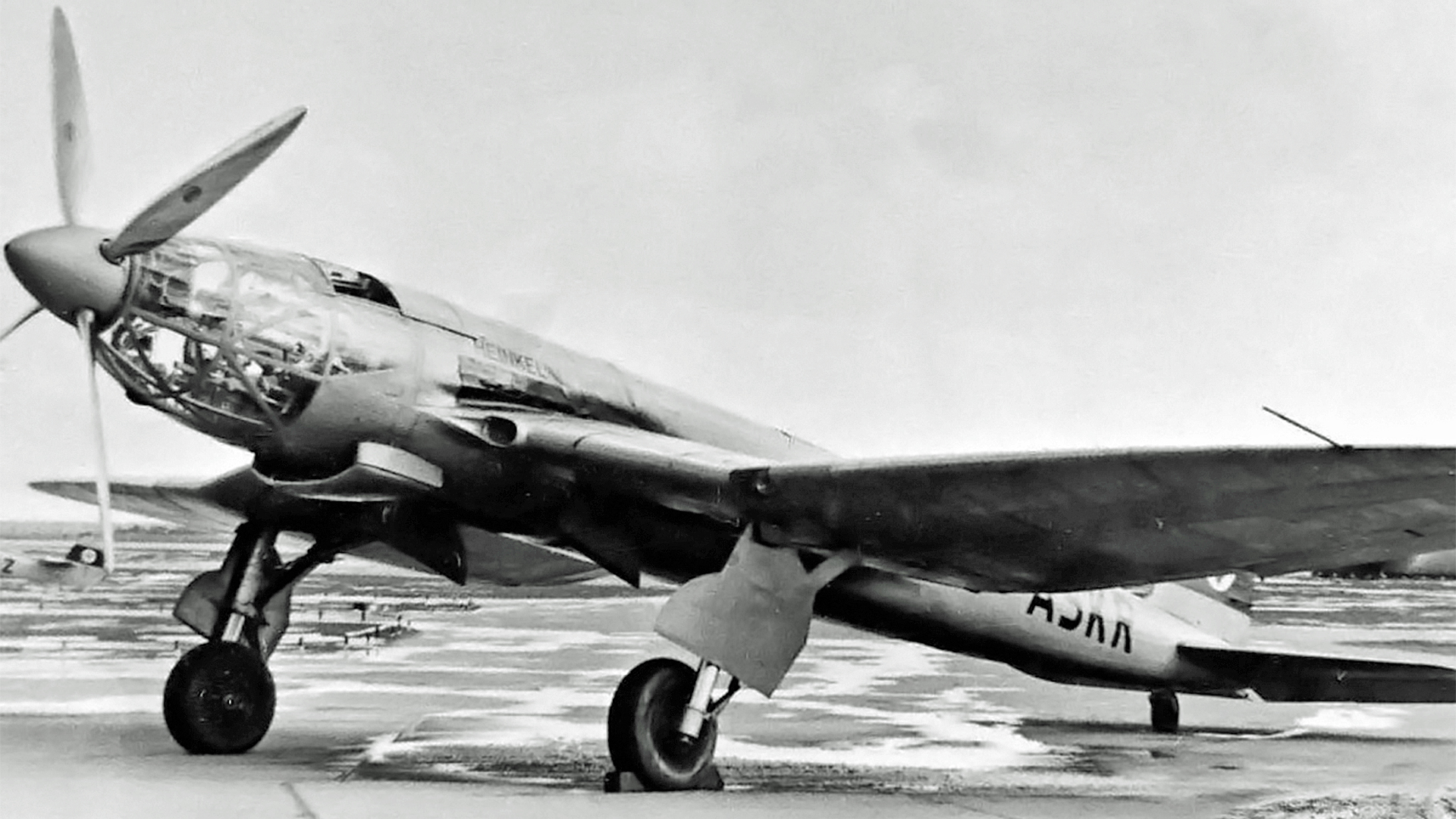

هاینکل ۱۱۹ (به انگلیسی: Heinkel He 119) یک هواگرد ساختِ کارخانهٔ هاینکل در کشور آلمان است . نخستین استفاده‌کنندهٔ این هواگرد نیروی هوایی آلمان نازی بوده‌است. این هواگرد برای نخستین بار در ۱ ژوئیه ۱۹۳۷ میلادی مورد استفاده قرار گرفت.